# Bank Botswany
Bank Botswany – bank centralny Botswany z siedzibą w Gaborone, założony w lipcu 1975 roku. Do jego głównych zadań należy emisja waluty Botswany, utrzymywanie stabilności monetarnej oraz utrzymywanie rezerw walutowych.

## Zadania
Zadania banku regulowane są Ustawą o Banku Botswany z 1996 roku (Chapter 55:01), według której do głównych zadań banku należy:
- promowanie i utrzymywanie stabilności monetarnej, wydajnego mechanizmu płatności, a także płynności, wypłacalności i prawidłowego funkcjonowania solidnego systemu monetarnego, kredytowego i finansowego w Botswanie
- wspieranie monetarnych, kredytowych i finansowych warunków sprzyjających uporządkowanemu, zrównoważonemu i podtrzymywanemu rozwojowi gospodarczemu Botswany
- emisja waluty Botswany
- ustanowienie i utrzymywanie rezerwy walutowej
- działanie jako bankier, doradca finansowy i agent skarbowy rządu
- działanie jako oficjalny depozytariusz funduszy rządu
- emisja i zarządzanie papierami wartościowymi rządu lub papierami wartościowymi gwarantowanymi przez rząd

Prawa banku określone są także w Ustawie Bankowej z 1995, według której Bank Botswany:
- posiada prawo do wydawania licencji na prowadzenie działalności bankowej
- posiada prawo do wydawania pozwoleń na otwieranie przedstawicielstw na terenie Botswany przez banki zagraniczne

## Organizacja
Bankiem zarządza Zarząd, składający się z prezesa (governor), Stałego Sekretarza Ministra odpowiedzialnego za finanse oraz siedmiu członków wyznaczonych przez Ministra, spośród których nie więcej niż dwóch powinno sprawować funkcję urzędnika publicznego. Prezes oraz wiceprezesi mianowani są przez Prezydenta kraju na okres nie dłuższy niż 5 lat. Liczba mianowanych wiceprezesów leży w gestii uznania Prezydenta. Pozostali członkowie powoływani są na okres nie dłuższy niż 4 lata.